# Ménil (Mayenne)
Ménil és un municipi francès al departament de Mayenne (regió de País del Loira). L'any 2007 tenia 940 habitants. «Mesnil» és un topònim molt comú a França, de Mansionem, el llatí tardà va crear un nou terme derivat de la paraula llatina mansionile,  diminutiu de mansio, habitatge, casa. En francès medieval es va convertir en maisnil, mesnil, «casa amb terra»

## Demografia

### Població
El 2007 la població de fet de Ménil era de 940 persones. Hi havia 353 famílies de les quals 78 eren unipersonals (43 homes vivint sols i 35 dones vivint soles), 114 parelles sense fills, 149 parelles amb fills i 12 famílies monoparentals amb fills.
La població ha evolucionat segons el següent gràfic:

### Habitatges
El 2007 hi havia 405 habitatges, 353 eren l'habitatge principal de la família, 29 eren segones residències i 23 estaven desocupats. 390 eren cases i 15 eren apartaments. Dels 353 habitatges principals, 275 estaven ocupats pels seus propietaris, 73 estaven llogats i ocupats pels llogaters i 5 estaven cedits a títol gratuït; 4 tenien una cambra, 16 en tenien dues, 41 en tenien tres, 88 en tenien quatre i 205 en tenien cinc o més. 283 habitatges disposaven pel capbaix d'una plaça de pàrquing. A 146 habitatges hi havia un automòbil i a 188 n'hi havia dos o més.

### Piràmide de població
La piràmide de població per edats i sexe el 2009 era:
| Homes | Edats   | Dones |
| ----- | ------- | ----- |
| 0     | 95 o +  | 0     |
| 0     | 90 a 94 | 4     |
| 4     | 85 a 89 | 0     |
| 8     | 80 a 84 | 0     |
| 16    | 75 a 79 | 20    |
| 16    | 70 a 74 | 16    |
| 12    | 65 a 69 | 20    |
| 16    | 60 a 64 | 12    |
| 20    | 55 a 59 | 16    |
| 52    | 50 a 54 | 44    |
| 28    | 45 a 49 | 24    |
| 28    | 40 a 44 | 32    |
| 28    | 35 a 39 | 28    |
| 12    | 30 a 34 | 4     |
| 32    | 25 a 29 | 32    |
| 8     | 20 a 24 | 20    |
| 44    | 15 a 19 | 28    |
| 36    | 10 a 14 | 20    |
| 32    | 5 a 9   | 12    |
| 16    | 0 a 4   | 16    |

## Economia
El 2007 la població en edat de treballar era de 602 persones, 476 eren actives i 126 eren inactives. De les 476 persones actives 445 estaven ocupades (237 homes i 208 dones) i 32 estaven aturades (17 homes i 15 dones). De les 126 persones inactives 44 estaven jubilades, 53 estaven estudiant i 29 estaven classificades com a «altres inactius».

### Ingressos
El 2009 a Ménil hi havia 359 unitats fiscals que integraven 987,5 persones, la mediana anual d'ingressos fiscals per persona era de 17.125 €.

### Activitats econòmiques
Dels 32 establiments que hi havia el 2007, 1 era d'una empresa extractiva, 1 d'una empresa alimentària, 2 d'empreses de fabricació d'altres productes industrials, 4 d'empreses de construcció, 6 d'empreses de comerç i reparació d'automòbils, 3 d'empreses d'hostatgeria i restauració, 1 d'una empresa financera, 4 d'empreses immobiliàries, 4 d'empreses de serveis, 2 d'entitats de l'administració pública i 4 d'empreses classificades com a «altres activitats de serveis».
Dels 7 establiments de servei als particulars que hi havia el 2009, 1 era un guixaire pintor, 1 lampisteria, 1 empresa de construcció, 1 perruqueria, 2 restaurants i 1 agència immobiliària.
Dels 2 establiments comercials que hi havia el 2009, 1 era una fleca i 1 una botiga de mobles.
L'any 2000 a Ménil hi havia 60 explotacions agrícoles que ocupaven un total de 1.856 hectàrees.

## Equipaments sanitaris i escolars
El 2009 hi havia una escola elemental.

## Poblacions properes
El següent diagrama mostra les poblacions més properes.